# Nature morte au tiroir ouvert
Nature morte au tiroir ouvert est un tableau réalisé par le peintre français Paul Cézanne entre 1877 et 1879. Cette huile sur toile de format horizontal est une nature morte qui représente des fruits et de la vaisselle posés devant un miroir incliné sur un meuble au tiroir ouvert. Reçue en don de Philippe Meyer en 2000, l'œuvre est conservée au musée d'Orsay, à Paris.